# Barthélemy Charles Joseph Dumortier
Barthélemy Charles Joseph Dumortier (1797 - 1878 ) fue un político, briólogo, y botánico belga. Fue presidente de la Cámara de Diputados. Algunos lo consideran el verdadero descubridor de la división celular, a pesar de que rara vez se lo acredita como tal.

## Obra
- Commentationes botanicae. Observations botaniques. Ed. C. Casterman-Dieu, Tournay, 1823
- Observations sur les graminées de la flore de Belgique. J. Casterman aîné, Tournay, 1823
- Florula Belgica, 1827
- Analyse des familles des plantes, avec l'indication des principaux genres qui s'y rattachent. J. Casterman aîné, Tournay, 1829
- Lettres sur le manifeste du Roi et les griefs de la nation, par Belgicus. J. Casterman aîné, Tournay, 1830
- Sylloge Jungermannidearum Europae indigenarum, earum genera et species systematice complectens. J. Casterman aîné, Tournay, 1830
- Recherches sur la structure comparée et le développement des animaux et des végétaux. M. Hayez, Bruselas 1832
- Essai carpographique présentant une nouvelle classification des fruits. M. Hayez, Bruselas 1835
- La Belgique et les vingt-quatre articles. Ed. Société nationale, Bruselas 1838
- Observations complémentaires sur le partage des dettes des Pays-Bas. Ed. Société nationale, Bruselas 1838

## Honores

### Epónimos
Género vegetal
- (Marchantiaceae) Dumortiera Nees

Género animal
- (Ammonoidea) Dumortieria Westend.
- Dumortieropsis Horik.

- La abreviatura «Dumort.» se emplea para indicar a Barthélemy Charles Joseph Dumortier como autoridad en la descripción y clasificación científica de los vegetales.[2]

También puede aparecer como Dum. o Dumortier